# Rafael Tadeo Palomares
Rafael Tadeo Palomares (28 de setembro de 1949) é um fundista mexicano.
Rafael Tadeo Palomares venceu a Corrida Internacional de São Silvestre, em 1971. Competiu na maratona olímpica de Munique 1972.